# Podlesí (Dolní Žandov)
Podlesí (do roku 1947 Markartov, německy Markusgrün) je malá vesnice, část obce Dolní Žandov v okrese Cheb v Karlovarském kraji. Nachází se asi tři kilometry severovýchodně od Dolního Žandova. Je zde evidováno 36 adres. V roce 2011 zde trvale žilo 43 obyvatel.
Podlesí leží v katastrálních územích Podlesí u Dolního Žandova o výměře 4,4 km² a Úbočí u Dolního Žandova o výměře 12,41 km².

## Historie
První písemná zmínka o vesnici pochází z roku 1370.

## Obyvatelstvo
Při sčítání lidu v roce 1921 zde žilo 190 obyvatel, všichni německé národnosti. K římskokatolické církvi se hlásilo 189 obyvatel, jeden k evangelické církvi.
| Rok            | 1869 | 1880 | 1890 | 1900 | 1910 | 1921 | 1930 | 1950 | 1961 | 1970 | 1980 | 1991 | 2001 | 2011 | 2021 |
| -------------- | ---- | ---- | ---- | ---- | ---- | ---- | ---- | ---- | ---- | ---- | ---- | ---- | ---- | ---- | ---- |
| Počet obyvatel | 270  | 269  | 238  | 225  | 189  | 190  | 181  | 57   | 46   | 29   | 28   | 23   | 22   | 43   | 40   |
| Počet domů     | 44   | 44   | 43   | 42   | 42   | 42   | 40   | 15   | -    | 8    | 9    | 12   | 10   | 12   | 14   |

## Obecní správa
Při sčítání lidu v letech 1850–1879 Podlesí bylo osadou obce Žandov v okrese Planá. V letech 1880–1959 bylo samostatnou obcí, se kterým patřilo nejprve do okresu Planá, ale v letech 1900–1950 v okrese Mariánské Lázně. Od roku 1960 je částí obce Dolní Žandov v okrese Cheb.

## Pamětihodnosti
- Kaple Panny Marie
- Kaple svatého Josefa

## Další fotografie

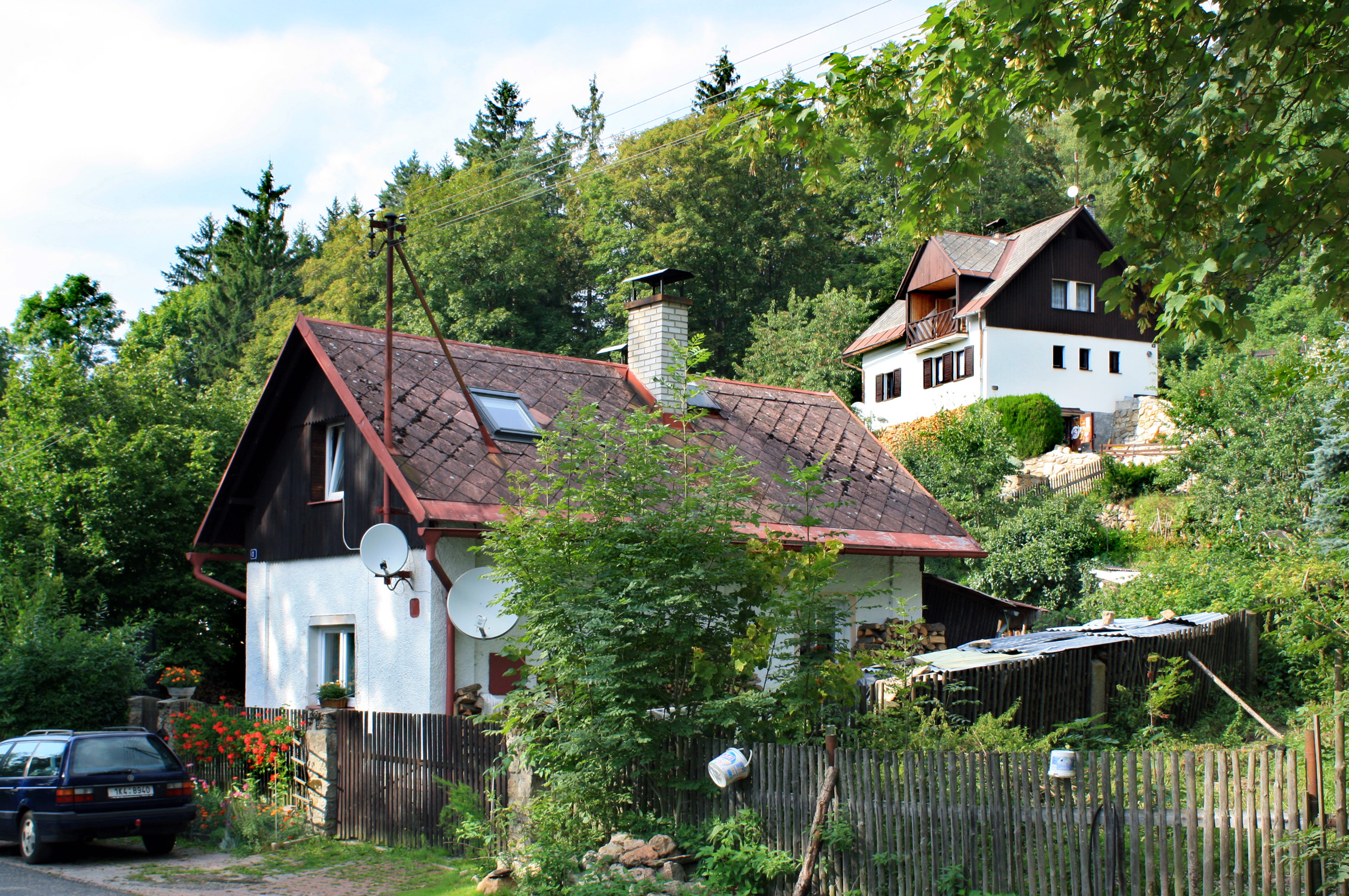
Domky ve středu vesnice
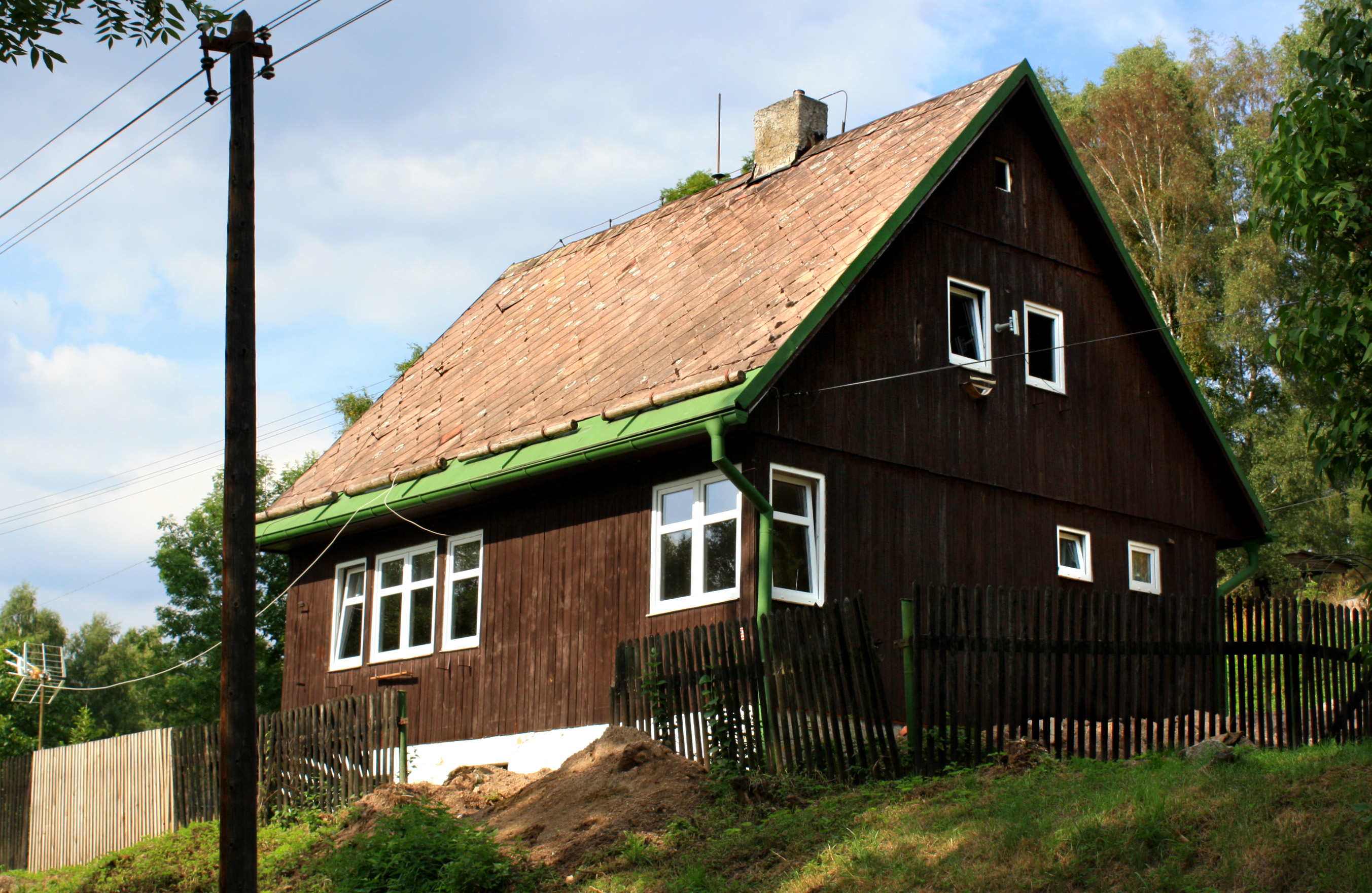
Chalupa nad silnicí
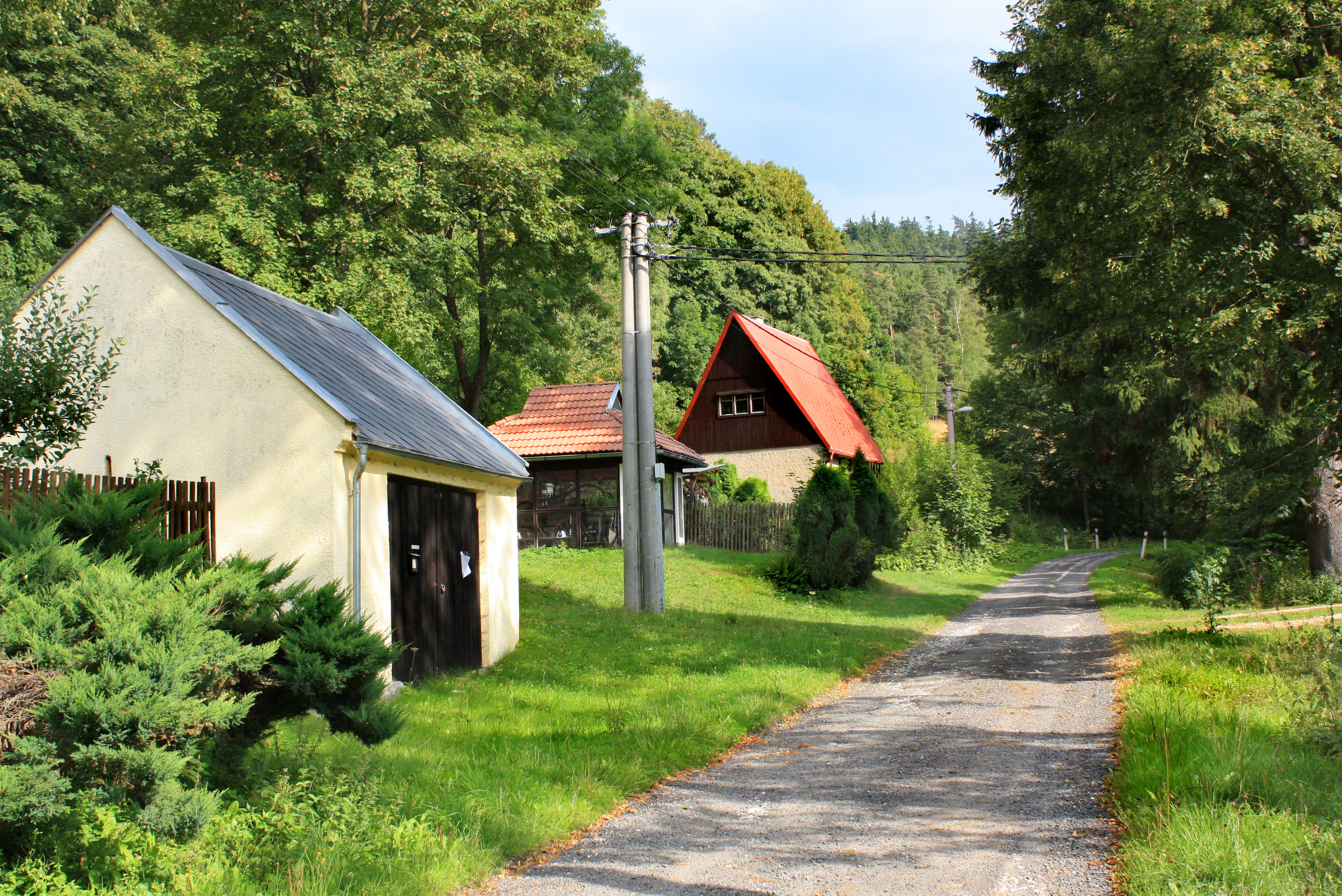
Západní část vesnice